# Gohi Bi Zoro Cyriac
Gohi Bi Zoro Cyriac Sede (Daloa, Costa de Marfil, 5 de agosto de 1990) es un futbolista marfileño que juega como delantero.

## Carrera

### ASEC Mimosas
Sus comienzos fueron en Costa de Marfil en el ASEC Mimosas, club que tenía una asociación con el Charlton Athletic de Inglaterra, por lo que Cyriac en 2007 firmó contrato con el conjunto inglés, pero al no conseguir permiso de trabajo fue enviado a su club de origen en calidad de préstamo. En la temporada 2007-08 de la Primera División de Costa de Marfil sería el goleador del torneo con 22 goles.

### Standard Lieja
En enero de 2009 fichó por el Standard Lieja, donde en la primera temporada de la Primera División de Bélgica tan solo jugó 4 minutos frente al Beerschot. En la siguiente temporada, la 2009-10 tuvo más minutos y el 24 de octubre de 2009 marcaría su primer gol con el Standard Lieja en un partido frente al SV Zulte Waregem.
Ya en las temporadas 2010-11 y 2011-12 fue un habitual en el once titular, realizando buenas actuaciones, pero algunas lesiones, en la ingle y luego en la rodilla, lo alejaron de las canchas.

### RSC Anderlecht
Pese a estar lesionado, el RSC Anderlecht apostó por él y lo fichó el 2 de julio de 2012. Debido a la recuperación de su lesión, no pudo debutar hasta el 1 de abril de 2013 frente al KRC Genk. Ya para la temporada 2013-14 estaba completamente recuperado, anotó su primer gol con el Anderlecht el 8 de febrero de 2014 frente al KV Cortrique.

### KV Oostende
El 28 de mayo de 2015 el Anderlecht y el KV Oostende llegaron a un acuerdo por el traspaso del jugador. Debutó oficialmente el 27 de julio de 2015 frente al Mechelen en la liga de Bélgica.

### Fulham FC
En el mercado de invierno de la temporada 2016-17 cedido al equipo inglés donde jugó un total de 9 partidos y marcó 1 gol.

## Selección nacional
Fue convocado por primera vez con la selección de fútbol de Costa de Marfil para enfrentar a México en un partido amistoso, el cual se jugó el 15 de agosto de 2013. Cyriac tuvo un mal debut, ya que Costa de Marfil perdió 4-1.
Anotó su primer gol con la selección el 13 de noviembre de 2015 frente a Liberia en un partido válido por la clasificación al Mundial de Rusia 2018.

## Clubes
| Club                  | País            | Años      |
| --------------------- | --------------- | --------- |
| ASEC Mimosas          | Costa de Marfil | 2007-2008 |
| Charlton Athletic     | Inglaterra      | 2008-2009 |
| Standard Lieja        | Bélgica         | 2009-2012 |
| RSC Anderlecht        | Bélgica         | 2012-2015 |
| KV Oostende           | Bélgica         | 2015-2017 |
| Fulham F. C. (cedido) | Inglaterra      | 2017      |
| Sivasspor             | Turquía         | 2017-2019 |
| Giresunspor (cedido)  | Turquía         | 2019      |

## Palmarés
| Título                      | Club           | País    | Temporada |
| --------------------------- | -------------- | ------- | --------- |
| Primera División de Bélgica | Standard Lieja | Bélgica | 2008-09   |
| Supercopa de Bélgica        | Standard Lieja | Bélgica | 2009      |
| Copa de Bélgica             | Standard Lieja | Bélgica | 2011      |
| Primera División de Bélgica | RSC Anderlecht | Bélgica | 2012-13   |
| Supercopa de Bélgica        | RSC Anderlecht | Bélgica | 2013      |
| Primera División de Bélgica | RSC Anderlecht | Bélgica | 2013-14   |
| Supercopa de Bélgica        | RSC Anderlecht | Bélgica | 2014      |